# Шилуустэй
Шилуустэй (монг. Шилүүстэй) — сомон аймака Завхан в западной части Монголии. Численность населения по данным 2010 года составила 1 715 человек.
Центр сомона — посёлок Балгатай, расположенный в 136 километрах от административного центра аймака — города Улиастай и в 930 километрах от столицы страны — Улан-Батора.

## География
Сомон расположен в западной части Монголии. Граничит с соседними сомонами Отгон, Цагаанхайрхан и Цагаанчулуут, а также с соседним аймаком Говь-Алтай. На территории Шилуустэя располагаются горы Их мянган, Сант, Тамгат, Ундур ягаан, Шилуустэй, протекают реки Тумурт, Завхан.
Из полезных ископаемых в сомоне встречаются железная руда, свинец, шпат, драгоценные камни, плавиковый шпат, фосфорит, строительное сырьё.

## Климат
Климат резко континентальный. Средняя температура января -21-23 градусов. Ежегодная норма осадков составляет 300-330 мм.

## Фауна
Животный мир Шилуустэя представлен лисами, волками, косулями, аргалями, дикими козами, зайцами, тарбаганами.

## Инфраструктура
В сомоне есть школа, больница.